# Colégio dos Maristas
O Colégio dos Maristas, também conhecido como Palacete Boaventura Rodrigues de Sousa, é um edifício localizado na cidade do Porto, em Portugal.
Classificado Monumento de Interesse Público em 2013.

## Localização
O Colégio dos Maristas localiza-se no número 1354 da Avenida da Boavista, na freguesia de Lordelo do Ouro.

## Caracterização
O Colégio dos Maristas é um imóvel em vias de classificação, na sequência dos despachos de 9 de Maio de 1996 e de 14 de Novembro de 2000.
O edifício encontra-se num plano recuado em relação à Avenida da Boavista, separado desta por um muro gradeado. É um imóvel neoclássico, cuja construção se enquadra na arquitectura civil do século XIX, que caracterizou as novas artérias da cidade, como era, à época, a Avenida da Boavista.
De volume compacto e imponente, o edifício destaca-se pela simetria dos vãos e pela secção central, com uma arcada tripla que suporta um terraço superior e constitui uma galilé de entrada no piso térreo. Uma escadaria, com balaustradas laterais em granito, permite o acesso ao portal, mais elevado em relação ao nível da rua.
Ainda na secção central do imóvel, os elementos são diferenciados em relação aos restantes. As janelas do andar nobre apresentam frontões alternadamente triangulares e semicirculares. Já no remate do imóvel, sobressai uma moldura semicircular, onde se inscreve um medalhão com as inicias "BRS". Mais atrás observa-se a mansarda, cujas janelas se encontram parcialmente ocultas pela cornija (com balaustrada alternada com zonas fechadas) que percorre todo o edifício. Ao centro, eleva-se uma clarabóia, em ferro e vidro.
No interior, ganha especial importância a escadaria, que se bifurca a partir do primeiro lanço, e em função da qual se estrutura o restante espaço, todo ele com elementos decorativos neoclássicos. Ilumina a escadaria a clarabóia, cujo interior apresenta motivos de linguagem semelhante.
Em volta do edifício, ganha especial importância o jardim, com numerosos exemplares de árvores e plantas de grande interesse, estufa, casa do guarda, coreto, lago e moinhos de vento.

## História

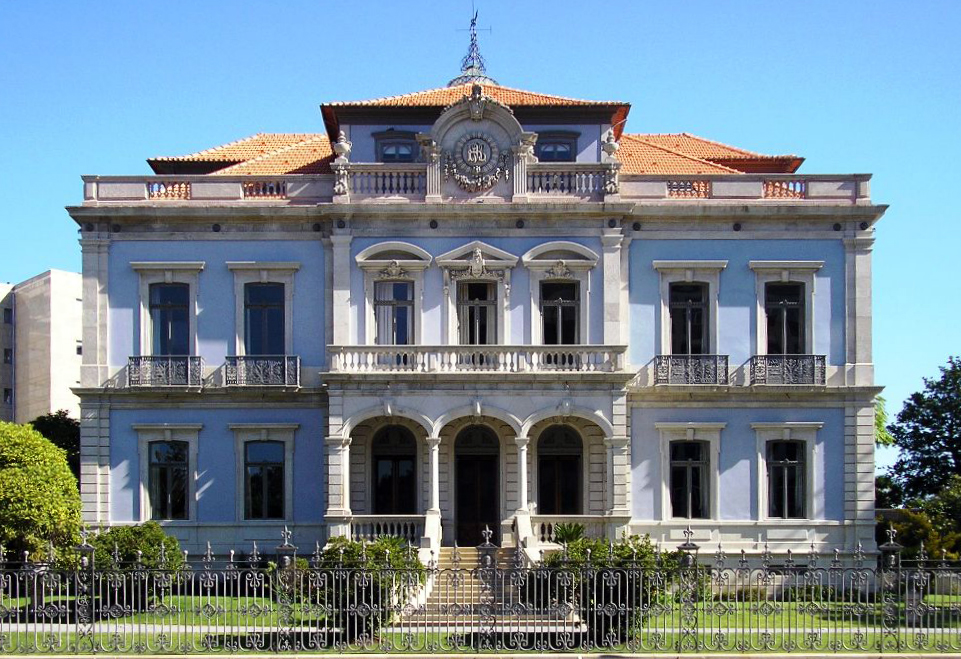
O restaurado edifício do Colégio dos Maristas, Prémio João de Almada 2006.

São muito escassas as informações referentes a este imóvel, conhecendo-se apenas a existência, no Arquivo Histórico da Câmara Municipal do Porto, de um requerimento datado de 9 de Abril de 1895, acompanhado de um desenho que se pensa corresponder a este imóvel, pertença do conselheiro Boaventura Rodrigues de Sousa, cujas iniciais correspondem às do monograma sobre o portal de entrada da casa e no portão.
Entre esta data e 1899, a casa deveria estar a ser edificada, pois assim o indicam as suas características, e esta última data está presente nas pinturas executadas e assinadas por A. Mello, no salão de música. Por outro lado, o ano de 1900 encontra-se inscrito sobre o portão. 
Desconhece-se o autor do projeto, embora seja provável que tenha sido o arquitecto Joel da Silva Pereira.
O edifício esteve desocupado entre 1910 e 1926, acolhendo, então, o Colégio de Nossa Senhora do Rosário, até 1958. Entre 1959 e 1991 aí se manteve o Colégio dos Maristas. Após obras profundas de restauro no valor de 5 milhões de euros, a cargo dos arquitectos António Portugal Mendonça e Manuel Amorim Reis, o antigo edifício do Colégio dos Maristas passou a ser ocupado por uma dependência de private banking do Banco Espírito Santo.
O carácter de excelência do restauro levou a Câmara Municipal do Porto a premiar a recuperação do edifício com o Prémio João de Almada 2006.
O edifício foi vendido no final de 2016 a um empresário do ramo das inspecções de automóveis. O preço solicitado pelo Novo Banco era de 8 milhões de euros.